# Engine (album)
Albums de Loudness
Dragon
(1998) Spiritual Canoe
(2001)
Engine est le 14e album studio du groupe japonaise Loudness sorti en 1999.
C'est aussi le dernier album avec Masaki Yamada aux chants.

## Liste des titres
- Musique : Akira Takasaki (toutes les pistes sauf indication).
- Paroles : Masaki Yamada (toutes les pistes sauf indication).

1. Soul Tone
2. Bug Killa
3. Black Biohazard
4. Twist of Chain
5. Bad Date (Nothing I Can Do)
6. Apocalypse
7. Ace in the Hole (Musique: Hirotsugu Homma, Paroles: Kayla Ritt)
8. Sweet Dreams
9. sylum
10. Burnin' Eye Balls
11. Junk His Head
12. 2008 Candra Getten
13. Coming Home

## Crédits
- Masaki Yamada : Chants
- Akira Takasaki : Guitares
- Naoto Shibata : Basse
- Hirotsugu Homma : Batterie